# Ochotona nubrica
Ochotona nubrica es una especie de mamífero de la familia Ochotonidae.

## Distribución geográfica
Se encuentra en la China, Bután, India, Nepal y Pakistán. 